# (4496) Kamimachi
(4496) Kamimachi – planetoida z pasa głównego asteroid okrążająca Słońce w ciągu 4,72 lat w średniej odległości 2,81 j.a. Odkrył ją Tsutomu Seki 9 grudnia 1988 roku w Geisei. Nazwa planetoidy pochodzi od nazwy ulicy, przy której mieszkał odkrywca i gdzie odkrył sześć komet, w tym kometę Ikeya-Seki.